# Кучерков Микола Миколайович
Мико́ла Микола́йович Кучерко́в (9 січня 1990, с. Новоспаське, Приазовський район, Запорізька область, Українська РСР — 29 квітня 2017, м. Авдіївка, Донецька область, Україна) — сержант Збройних сил України, учасник російсько-української війни на сході України, позивний «Танк».

## Біографія
Народився 1990 року в селі Новоспаське Приазовського району Запорізької області. Закінчив Новоспаську загальноосвітню школу. Мешкав у м. Мелітополь.
Під час російської збройної агресії проти України з початком бойових дій у 2014 році, добровольцем пішов до Мелітопольсько-Веселовського військкомату, попри вмовляння рідних і незважаючи на те, що раніше в армії не служив. Проходив службу в 37-му батальйоні територіальної оборони «Запоріжжя». Після демобілізації за кілька місяців повернувся на військову службу — за контрактом. Виконував завдання на території проведення антитерористичної операції, пройшов такі небезпечні точки, як Новобахмутівка, Авдіївка, Первомайськ, Широкине, Талаківка, Сартана та інші.
Сержант, головний сержант підрозділу 23-го окремого мотопіхотного батальйону «Хортиця» 56-ї окремої мотопіхотної бригади, в/ч А2988, м. Маріуполь.
29 квітня 2017 року дістав кульове наскрізне проникаюче поранення черевної порожнини від кулі снайпера у промисловій зоні м. Авдіївка. Терміново був доставлений до авдіївської лікарні, де працювала військова лікарсько-сестринська бригада. Крім того, зважаючи на стан військовослужбовця, у якого внаслідок поранення були ушкоджені органи та магістральні судини черевної порожнини, до лікарні прибули хірурги 66-го військового-мобільного госпіталю. Операція тривала більше 5 годин, але врятувати життя захисника не вдалося.
Похований 2 травня на кладовищі рідного села Новоспаське.

## Нагороди та вшанування
- Указом Президента України № 363/2017 від 14 листопада 2017 року, за особисту мужність і самовіддані дії, виявлені у захисті державного суверенітету та територіальної цілісності України, зразкове виконання військового обов'язку, нагороджений орденом «За мужність» III ступеня (посмертно)[2].
- Нагороджений нагрудним знаком «Учасник АТО».
- Розпорядженням голови Запорізької ОДА нагороджений медаллю «За розвиток Запорізького краю» (посмертно)[3].
- 26 квітня 2018 року в Новоспаській ЗОШ І-ІІІ ступенів відкрили меморіальну дошку Миколі Кучеркову[4][5].